# اپلفورد-آن-تمز
اپلفورد-آن-تمز (به انگلیسی: Appleford-on-Thames) یک روستا و محله مدنی در بریتانیا است که در ویل آو وایت هرس واقع شده‌است. اپلفورد-آن-تمز ۲٫۹۷ کیلومتر مربع مساحت و ۳۵۰ نفر جمعیت دارد.